# Avenida Miraflores (Sevilla)
La avenida Miraflores es una vía pública situada en Sevilla, fuera de su casco histórico, parte de la Ronda histórica hacia el norte y tiene su final en la bifurcación con las avenidas de Pino Montano y de San Juan de la Salle.

## Denominación
Sobre esta vía, discurría el que se conocía de forma tradicional como camino Miraflores que llegaba hasta la hacienda Miraflores, actualmente encuadrada dentro del Parque de Miraflores, situada a unos 2,5 km de la muralla de la ciudad. Este cortijo o hacienda constituía una villa rural de uso agrícola que tiene su origen en el siglo I en época romana, que probablemente tuvo también uso en el periodo almohade y del que se tiene referencias desde mediados del siglo  XVI. A partir de 1904 se rotula como avenida Miraflores a la parte inicial de este camino que partiría de la puerta del Sol en la muralla de la ciudad.

## Historia

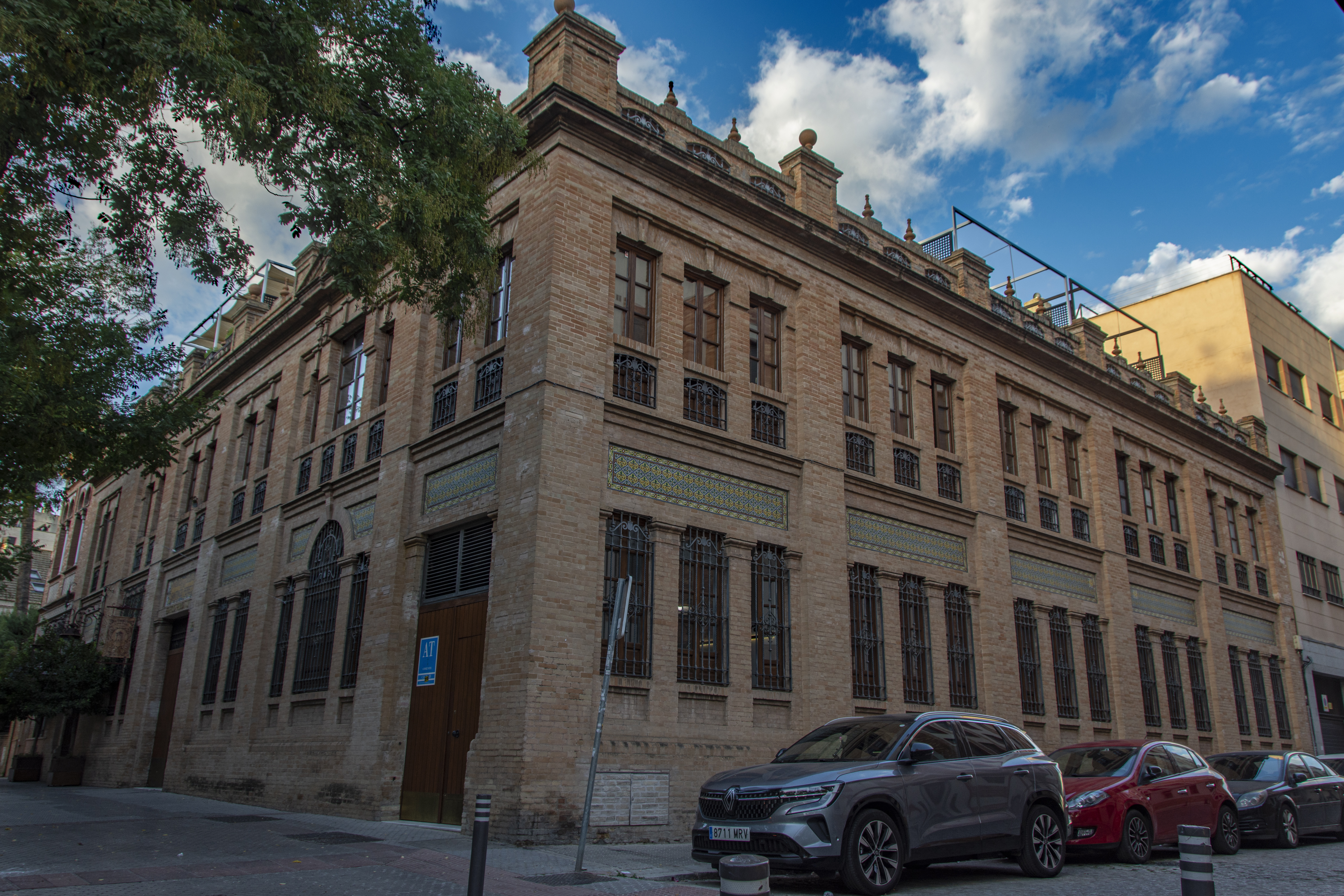
Vista edificio de la antigua fábrica de seda de Santiago Pérez en la avenida Miraflores

Antes de su urbanización, el camino extramuros se encontraba rodeado de numerosas huertas que abastecían a la ciudad y que originaba gran movimiento de carros y personas que lo convertían en un eje principal de Sevilla. A partir de finales del siglo XIX y principios del XX, se fueron estableciendo en las inmediaciones de la avenida, industrias diversas, que concentraban un amplio porcentaje del tejido industrial de la época. Una de las primeras fue la fábrica de tejidos La María en 1885 que estuvo activa hasta 1973 y de cuyo edificio se conserva actualmente la fachada, con su panel publicitario de azulejos, y parte de la estructura central del inmueble. Destaca también el edificio de 1917 de la fábrica de sedas de Santiago Pérez, obra del arquitecto Antonio Gómez Millán.

### Retiro obrero
Hasta la actualidad ha llegado, aunque con algunas transformaciones, la barriada del Retiro obrero, la más antigua de la avenida, que nació al amparo de la Ley de Casas Baratas de 1921, para intentar solucionar los problemas de vivienda para los trabajadores de las factorías instaladas en la avenida Miraflores y en la cercana Carretera de Carmona. El modelo más cercano para esta barriada se encuentra en el modelo de ciudad jardín de Ebenezer Howard. Se construyó entre 1928 y 1934 sobre los terrenos de las huertas de la Pintada y la Barzola, con proyecto del arquitecto José Gómez Millán. El conjunto está integrado por 300 viviendas unifamiliares y cuatro manzanas de viviendas colectiva (protegidas urbanísticamente en la actualidad) y en su origen fue proyectada como modelo de barrio ejemplar con calles amplias que favorecían la ventilación y contaba originalmente con edificios para biblioteca, guardería, economato, tiendas, almacén de mantenimiento, dispensario médico, iglesia, colegio y piscinas.
Las viviendas se ofrecían en alquiler con opción de compra y los candidatos debían cumplir tres requisitos: "ser padre de familia", "ser buenos cristianos" y "no tener relación con los promotores".

### Laguna de los patos o del arzobispo
Un elemento histórico de esta avenida, ya desaparecido, es la antigua laguna de los Patos o Cascageda que se extendía entre Miraflores y Carretera de Carmona a la altura de la actual calle Almadén de la Plata y que probablemente era heredera del cauce de algún brazo del Guadalquivir desecado en tiempos pretéritos y que quedó como vestigio hasta el primer tercio del siglo XX cuando se desecó definitivamente. Existen referencias sobre su insalubridad y pestilencia.

### Nuevas barriadas
Desde 1950, las fábricas empezaron a ser sustituidas por viviendas. Hoy en día la actividad industrial ha desaparecido casi por completo, aunque quedan algunos vestigios de los edificios que la albergaban.
A partir de 1950, comenzaron a levantarse edificaciones de vivienda en la parte más alejada de la Ronda histórica, así en 1956 el Real Patronato de Casas Baratas inició la construcción de la barriada de Pío XII con bloques de cuatro a seis plantas, en los terrenos que eran de las huertas del Lavadero Grande, de la Cofradía, del Lavadero Chico y de la Yesca. Desde 1909, existen referencias de la existencia en la avenida Miraflores de una fábrica de corcho de propiedad estadounidense denominada Armstrong and Cork S.A., que llegó a contar con un ramal de ferrocarril conectado con el puerto de Sevilla. Esta factoría acabó cerrando en los años sesenta del siglo  XX y sus terrenos junto a los de las huertas Haza del Castillo y parte de la de Cisneo Alto, sirvieron para levantar la barriada de Santa María de Ordás en tres fases separadas desde finales de 1960 hasta 1980.

## Otros inmuebles de interés
- Viviendas de pisos y locales proyectadas por el arquitecto Pedro Sánchez-Núñez en avenida Miraflores, 21 (1918-20).[4]
- Subestación Eléctrica de Catalana de Gas (1912), obra de Antonio Arévalo, avenida Miraflores, 7[10]
- Talleres para "Faustino Martínez", avenida Miraflores, 15[10]
- Antiguo garaje Miraflores (1920/21), proyecto de Ramón Balbuena y Huertas, avenida Miraflores, 17-19[10]
- Fábrica de Vidrio "La Trinidad", Luis Rodríguez Caso (1900-1924), Vicente Traver (1924) y Ramón Balbuena (1926). Avenida Miraflores, 26[10]
- Pasaje de Viviendas Manuel Carretero, arquitecto Antonio Arévalo (1915-1916), avenida Miraflores esquina calle Manuel Carretero
- Fundición de Bronces "Gilabert y Cía", avenida de Miraflores, 62[10]